# Bernard Goumou
Bernard Goumou (n. 8 septembrie 1980, Abidjan, Coasta de Fildeș) este un om de stat guineean, prim-ministru interimar începând cu 16 iulie 2022, apoi cu mandat deplin din 20 august 2022 până la 19 februarie 2024.

## Biografie
Bernard Goumou este fiul lui Michel Goumou și al lui Sény Kourouma, al treilea dintr-o familie cu șapte copii. După ce a început școala în Coasta de Fildeș, s-a întors în Guineea și și-a continuat studiile secundare la colegiul din Lola, unde a obținut certificatul de studii gimnaziale (BEPC) în 1996, apoi la liceul din Lola, unde a obținut bacalaureatul cu specializarea în științe experimentale în 1999.
Bernard Goumou a beneficiat de o bursă pentru studii superioare în Maroc. A fost admis la École nationale de commerce et de gestion de Settat (ENCG Settat), una dintre cele mai prestigioase școli de comerț din țară.

## Parcurs profesional
În timpul formării sale în Maroc, Bernard Goumou a efectuat stagii la Office national d’électricité du Maroc (Oficiul Național de Electricitate al Marocului) din iunie până în iulie 2001, apoi la cabinetul de expertiză contabilă Ahmed Barradi între iunie și iulie 2002, precum și în cadrul grupului ACECA Assurances din Maroc, între ianuarie și februarie 2003.
Întors în Guineea, a început să lucreze din septembrie 2003 în cadrul cabinetului de audit Fiduciaire de Guinée, membru al rețelei PricewaterhouseCoopers.
În septembrie 2004, Bernard Goumou s-a alăturat Societății Miniere din Dinguiraye în calitate de contabil-șef în cadrul direcției financiare.
În decembrie 2007 a devenit contabil-șef până în septembrie 2008, când și-a prezentat demisia pentru a se reuni cu familia sa la Conakry. În decembrie 2008 a fost solicitat de societatea Ciments de Guinée (CDG) pentru a ocupa un post nou creat, acela de controlor de gestiune.
Înainte de a deveni ministru, a fost director general al companiei Lanala Assurance începând din 2017.

## Parcurs politic
Prin decret prezidențial, la 27 octombrie 2021, Bernard Goumou a fost numit ministru al Comerțului, Industriei și Întreprinderilor Mici și Mijlocii în guvernul condus de Mohamed Béavogui⁠(d).
La 16 iulie 2022 a fost numit prim-ministru interimar în locul lui Mohamed Béavogui, „indisponibil din motive de sănătate”, potrivit televiziunii naționale. La 20 august 2022 a fost confirmat în funcția de prim-ministru.
În mai 2023 a fost invitat la încoronarea regelui Charles al III-lea, alături de mai mulți alți demnitari internaționali, la Londra.
La 19 februarie 2024, guvernul său a fost dizolvat de Comitetul Național pentru Reunificare și Dezvoltare (CNRD), iar secretarii generali ai ministerelor preiau interimatul.